# Бахман Гобаді
Багман Гобаді (перс. بهمن قبادی; нар. 1 лютого 1969, Бане, Іран) — іранський сценарист, продюсер, режисер, лауреат численних премій, зокрема, отримав п'ять нагород Каннського кінофестивалю.

## Життєпис
Багман Гобаді народився в Бане, Іран. Він найстарша дитина серед семи в сім'ї. Через громадянські конфлікти родина була змушена переїхати в Сенендедж, на той момент Багману було дванадцять. Там же він закінчив школу. У 1992 він оселився в Тегерані, де вступив у Іранський коледж мовлення.

## Кар'єра
З 1989 Гобаді бере участь у створенні короткометражних стрічок. У Тегерані Гобаді пробує себе як індустріальний фотограф, а після закінчення коледжу починає знімати документальні стрічки на 8-мм кіноплівці. Цей досвід приводить Багмана до створення дебютного художнього фільму «Час п'яних коней». Воєнна драма про виживання родини під час війни на кордоні Ірану та Іраку була помічена критиками: отримала Приз ФІПРЕССІ та «Золоту камеру» на Каннському кінофестивалі, спеціальний приз журі на Міжнародному кінофестивалі в Чикаго та ін. Наступна стрічка «Ті, що заблукали в Іраку» вийшла через два роки. Як і в першому фільмі сюжет розгортається на фоні воєнного конфлікту. Драма була нагороджена Призом Франсуа Шале.
У 2003 Гобаді працював у жанрі короткометражного кіно. Повнометражна стрічка «Черепахи можуть літати» стала третьою в доробку режисера. Вона отримала призи кінофестивалей у Чикаго, Берліні, Роттердамі.
Музична комедія з елементами драми «Напівмісяць» була представлена на кінофестивалях у Торонто, Рейк'явіку, Соданкюлі, Римі, завоювавши кілька нагород. Потім режисер працював над спільним фільмом Іраку та Туреччини «Ніхто не знає про перських котів», а також над драмою «Сезон носорога» з Монікою Белуччі в ролі Міни. У кіноальманах «Розмови з богами» ввійшов короткометражний фільм Гобаді «Kaboki». У 2015 вийшла його документальна драма «Прапор без країни».

## Особисте життя
Заручений з репортеркою іранського та японського походження Роксаною Сабері.

## Фільмографія
| Рік  | Назва                              | Оригінальна назва                      | Примітки                            |
| ---- | ---------------------------------- | -------------------------------------- | ----------------------------------- |
| 1999 | «Життя в тумані»                   | Zendegi dar meh                        | режисер                             |
| 1999 | «Нас віднесе вітер»                | Bad ma ra khahad bord                  | актор                               |
| 2000 | «Час п'яних коней»                 | Zamani barayé masti asbha              | режисер, продюсер, сценарист        |
| 2000 | «Шкільні дошки»                    | Takhté siah                            | актор                               |
| 2002 | «Ті, що заблукали в Іраку»         | Gomgashtei dar Aragh                   | режисер, продюсер, сценарист        |
| 2003 | «Війна скінчилася?»                | War Is Over?                           | режисер, продюсер, сценарист        |
| 2003 |                                    | Daf                                    | режисер, сценарист                  |
| 2004 | «Черепахи можуть літати»           | Lakposhtha parvaz mikonand             | режисер, продюсер, сценарист        |
| 2006 | «Півмісяць»                        | Niwemang                               | режисер, продюсер, сценарист        |
| 2009 | «Ніхто не знає про перських котів» | Kasi az gorbehaye irani khabar nadareh | режисер, продюсер, сценарист, актор |
| 2012 | «Приблизно 111 дівчат»             | Darbare 111 dokhtar                    | продюсер, сценарист                 |
| 2012 | «Сезон носорогів»                  | Fasle kargadan                         | режисер, продюсер                   |
| 2014 | «Розмови з богами»                 | Words with Gods                        | режисер                             |
| 2014 | «Мардан»                           | Mardan                                 | продюсер                            |
| 2015 | «Прапор без країни»                | Flag Without a Country                 | режисер, продюсер, сценарист        |
| 2015 | «Життя на кордоні»                 | Life on the Border                     | продюсер                            |